# Polizeidirektor

Rangabzeichen: Drei goldfarbene Sterne auf einer dunkelblauen oder schwarzen Schulterklappe.

Als Polizeidirektor wird heute ein Polizeibeamter der höheren Zuständigkeitsebene im höheren Dienst bezeichnet.
Die nächstniedrigere Amtsbezeichnung ist „Polizeioberrat“ (BesGr A 14), die nächsthöhere „Leitender Polizeidirektor“ (BesGr A 16 / B 2 / B 3).

## Aufgaben
- Leitung mehrerer Dienststellen (bspw. Zuständigkeit für alle Dienststellen eines Stadtteils in einer Großstadt)
- Leitung eines Fachbereichs in Innenministerien der Bundesländer
- Leitung einer Polizeihochschule
- Leitung eines großen Polizeireviers (in Baden-Württemberg)
- Leitung eines Stabsbereichs in einem Polizeipräsidium
- Leitung einer Führungsgruppe einer Polizeidirektion
- Dozent/in für polizeiwissenschaftliche Fächer an einer Fachhochschule für öffentliche Verwaltung bzw. Polizeiakademie

Unterschiede zum Polizeioberrat
- Höhere Zuständigkeit und größere Verantwortung
- Kann die Zuständigkeit für gleich mehrere Polizeidienststellen haben (die Leitung der Dienststellen obliegt dabei jedoch einzelnen Polizeiräten und Polizeioberräten)
- Teilweise zuständig für die Koordination polizeilicher Einheiten bei Großveranstaltung oder Gefahrenlagen

## Dienstkleidung
Ein Polizeidirektor trägt Schulterklappen mit drei goldenen Sternen, ein weißes oder blaues Hemd und eine Mütze mit einer dicken goldfarbenen Kordel.

## Besoldung
Die Besoldung erfolgt in der Besoldungsgruppe A 15.
| Niedrigere Amtsbezeichnung Polizeioberrat | Aktuelle Amtsbezeichnung Polizeidirektor | Höhere Amtsbezeichnung Leitender Polizeidirektor |
| Laufbahn: mittlerer Dienst – gehobener Dienst – höherer Dienst Alle Amtsbezeichnungen auf einen Blick: siehe Amtsbezeichnungen der deutschen Polizei. |                                          |                                                  |